# Ferrari 250 GT California Spyder
Vous lisez un « article de qualité » labellisé en 2012.
Ne doit pas être confondu avec Ferrari 250 GT Cabriolet Pinin Farina.
Pour un article plus général, voir Ferrari 250.
La Ferrari 250 GT California Spyder est une sportive de prestige développée par le constructeur automobile italien Ferrari. Elle est présentée par la marque comme Ferrari 250 Granturismo Spyder California ou simplement Ferrari 250 California, et son nom est parfois improprement écrit Spider. Dessinée par Pininfarina et carrossée par la Carrozzeria Scaglietti, elle est « assurément l'une des plus belles Ferrari et l'un des plus beaux cabriolets de l'histoire de l'automobile »,. Vedette du film La Folle Journée de Ferris Bueller de 1986, elle deviendra l'une des Ferrari les plus appréciées.
La 250 GT California Spyder n'est pas à proprement parler une spider mais une déclinaison cabriolet de la berlinette contemporaine. Propulsée par le traditionnel moteur V12 Ferrari, elle sera produite à une centaine d'exemplaires, répartis à peu près équitablement entre une version châssis long (LWB pour long wheel base de 1958 à 1960) et une version châssis court (SWB pour short wheel base de 1960 à 1962).
Le 18 mai 2008, une Ferrari 250 GT California Spyder SWB bleu nuit s'est vendue, lors des enchères « Ferrari Leggenda e Passione », organisées par Sotheby's, à un prix record de 7 millions d'euros, devenant ainsi l'une des automobiles les plus chères de l'histoire. Une Ferrari 250 GT California Spyder ayant appartenu à l'acteur français Alain Delon dans les années 1960, a été acquise le 5 février 2015 pour près de 16,3 millions d'euros, lors d'une vente aux enchères à Paris chez Artcurial. C'est un record mondial pour ce modèle aux enchères.

## Contexte et genèse
Depuis peu, l'Amérique se passionne pour la compétition automobile pratiquée en Europe et pour ses « minuscules » voitures de sport ; l'engouement est tel que la plupart des constructeurs de petites voitures de sport sur le vieux-continent écoulent outre-Atlantique une grande partie de leur production.
Et alors que les décapotables connaissent un succès phénoménal, notamment sur la côte Ouest, deux importants concessionnaires américains — Jon von Neumann en Californie et Luigi Chinetti à New York — convainquent Ferrari de produire à son tour un cabriolet radicalement sportif, qui sera exclusivement destiné à l'Amérique ; ils assurent à Enzo Ferrari qu'il existe un marché pour une déclinaison hardtop d'une voiture de course, niche que la luxueuse 250 GT Cabriolet Pinin Farina ne pouvait réussir à combler d'après Neumann,. Dans une interview, Chinetti explique « qu'en Italie, il était difficile pour l'entreprise de sérieusement considérer un cabriolet comme une voiture de sport »,.
À l'origine, Enzo Ferrari ne souhaitait pas produire la California puisque la 250 GT Cabriolet Pinin Farina, populaire en Europe, était déjà disponible au catalogue de l'entreprise. Néanmoins, s'il n'avait pas accepté la proposition de Chinetti et Neumann, il est très probable qu'ils auraient acquis des 250 GT Berlinetta « Tour de France » ou SWB, et confié leur transformation en spider à Scaglietti ; c'est en effet ce qu'ils firent en 1967 à quelques Ferrari 275 GTB/4 alors que Ferrari s'y opposait.
C'est ainsi que naît la 250 GT California Spyder, dont le nom est un clin d'œil à sa future clientèle californienne ; ses performances de voiture de course, son nombre limité d'exemplaires et ses spécifications propres à chaque modèle, expliquent sûrement l'intérêt qu'on lui porte encore aujourd'hui. Dans un premier temps présentée sous la forme d'un prototype en 1957, sa production en série débutera au deuxième trimestre de 1958.
Lors du Salon de l'automobile de Genève de 1960, la 250 GT California Spyder — jusqu'alors produite sur le châssis long de la Ferrari 250 GT Berlinetta « Tour de France », dont l'empattement atteint 2,60 m — est remplacée par une version châssis court avec un empattement réduit à 2,40 m, à l'image du traitement récemment reçu par la berlinette sur laquelle elle est basée. Cette réduction témoigne de la volonté de Ferrari d'améliorer les performances de l'automobile et notamment la vitesse de passage en courbe.

## Aspect extérieur

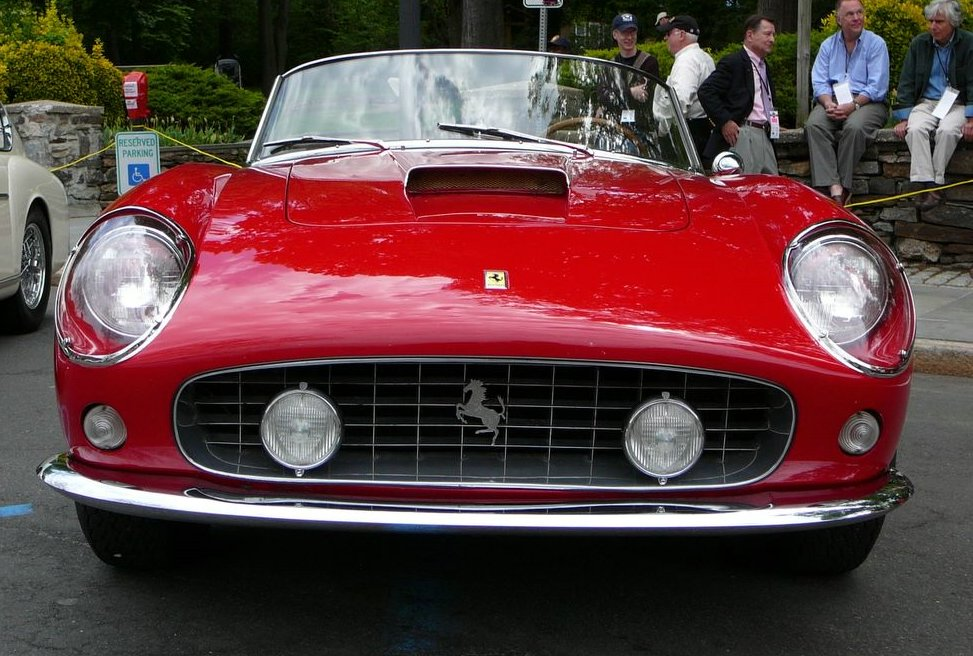
Une Ferrari 250 GT California Spyder LWB présentant des phares carénés.

Le dessin de la California, considéré comme l'un des plus réussis de l'histoire de l'automobile, est signé de la main de Pinin Farina. Très proche esthétiquement de la luxueuse Ferrari 250 GT Cabriolet Pinin Farina Series I, cabriolet apparu et produit la même année, la California est néanmoins plus « élancée » ; à une ligne de carrosserie fluide s'étirant des feux avant au galbe des ailes est associée l'agressivité de la calandre en « gueule de requin »
Construite sur la base de la berlinette, elle en reprend la plupart des aspects esthétiquement, et notamment le « décrochement de hanches » devant les roues arrière. L'inclinaison du pare-brise est en revanche plus prononcée puisqu'il s'agit d'un cabriolet.

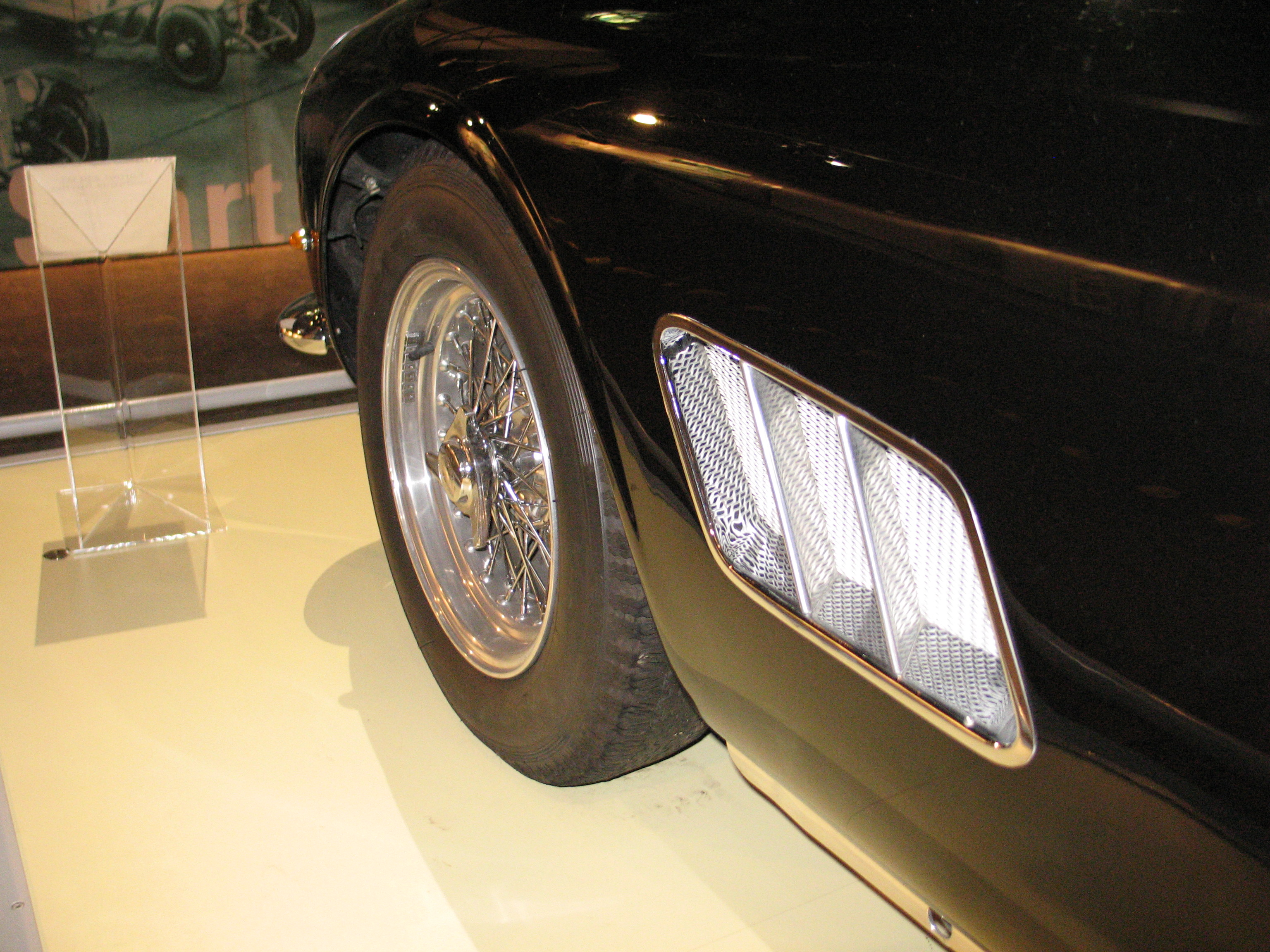
Des ouïes latérales ornent la 250 GT California Spyder.

L'adoption en 1960 du châssis court de la 250 GT Berlinetta SWB lui « donne [par ailleurs] des proportions plus compactes qui musclent la silhouette de la California ». Les deux versions de la California (SWB et LWB) se distinguent également l'une de l'autre grâce au dessin de la prise d'air sur le capot, alimentant en air les carburateurs ; sur la version SWB, cette dernière est à demi encastrée.
Montée à la main, la 250 GT California Spyder est carrossée par la Carrozzeria Scaglietti dans ses ateliers de Modène, comme la plupart des modèles de compétition Ferrari de l'époque. Bien qu'il eût été plus simple que Pinin Farina carrosse également ce nouveau cabriolet, ce dernier est trop occupé pour en assurer la production.
Contrairement au Cabriolet Pinin Farina, Scaglietti opte pour des phares Marchal carénés sous plexiglas et loge les feux de brouillard dans la calandre. L'acquéreur d'une California peut néanmoins opter pour des projecteurs saillants ; en Italie en revanche, la législation imposait des phares non carénés. À noter que Scaglietti n'avait prévu aucun emplacement pour fixer la plaque d'immatriculation, si bien que les propriétaires devaient improviser pour respecter la réglementation de leur pays.

## Habitacle

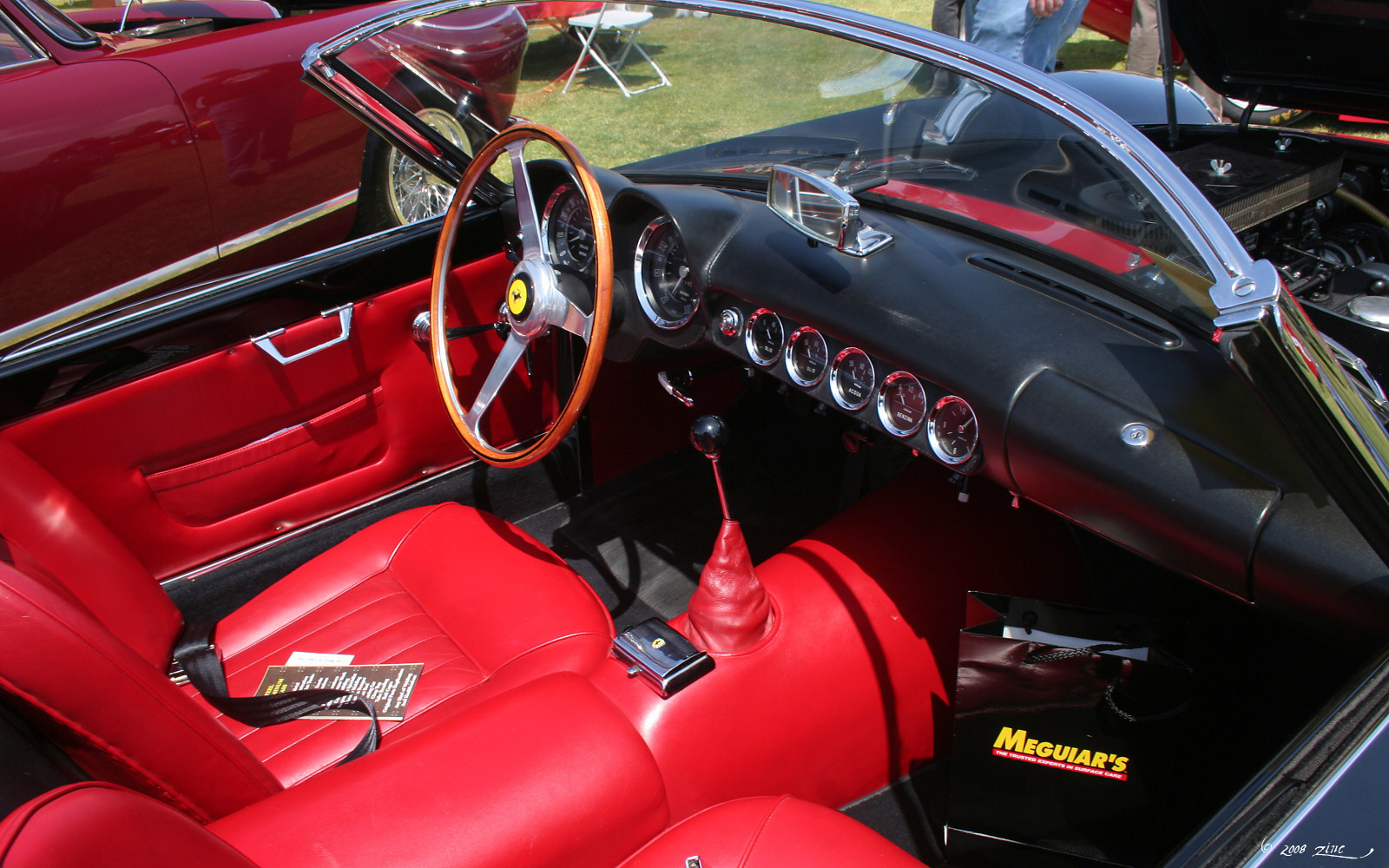
Habitacle d'une 250 GT California Spyder SWB.

Si la finition s'approche de celle réalisée sur la 250 GT Cabriolet Pinin Farina I, l'habitacle de California est néanmoins « spartiate » et bien moins luxueux.
Sur le tableau de bord, sept cadrans circulaires, dont le tachymètre et le compte-tours, informent le conducteur du fonctionnement du moteur. Ces derniers sont tous disposés derrière le volant trois branches Nardi, en bois et en aluminium, sur la version LWB alors qu'ils s'alignent sur la planche de bord pour la version SWB.

## Châssis, freins et suspensions
Partageant son châssis et ses trains avec la 250 GT « Tour de France », la Ferrari 250 GT California Spyder s'équipe d'une suspension indépendante à triangles superposés et à ressorts hélicoïdaux à l'avant, et d'un pont rigide à l'arrière, suspendu par des ressorts à lames et guidé par quatre jambes de poussée et des amortisseurs à biellettes. Des amortisseurs télescopiques ont par ailleurs remplacé en 1960 les barres de torsion Houdaille à l'avant.
Son châssis évolua dans le détail avec celui de la berlinette « Tour de France », avant de subir en mai 1960 le radical changement d'empattement introduit sur la 250 GT Berlinetta SWB. Le passage à 2 400 mm d'empattement est également l'occasion d'élargir les voies et de diminuer la garde au sol.
Le châssis tubulaire, sur lequel repose une carrosserie constituée d'acier hormis pour les ouvrants, réalisés en aluminium, est plus lourd d'une centaine de kilogrammes que celui de la berlinette. Cette différence de poids s'explique par la nécessité de renforcer l'architecture du cabriolet, en raison de l'absence de toit rigide. D'un peu plus d'une tonne, les sources divergent en revanche sur le poids précis de l'automobile.
Le freinage est assuré par des freins à tambour jusqu'en octobre 1959, date à laquelle la 250 GT California Spyder s'équipe de freins à disques Dunlop.

## Moteur et transmission

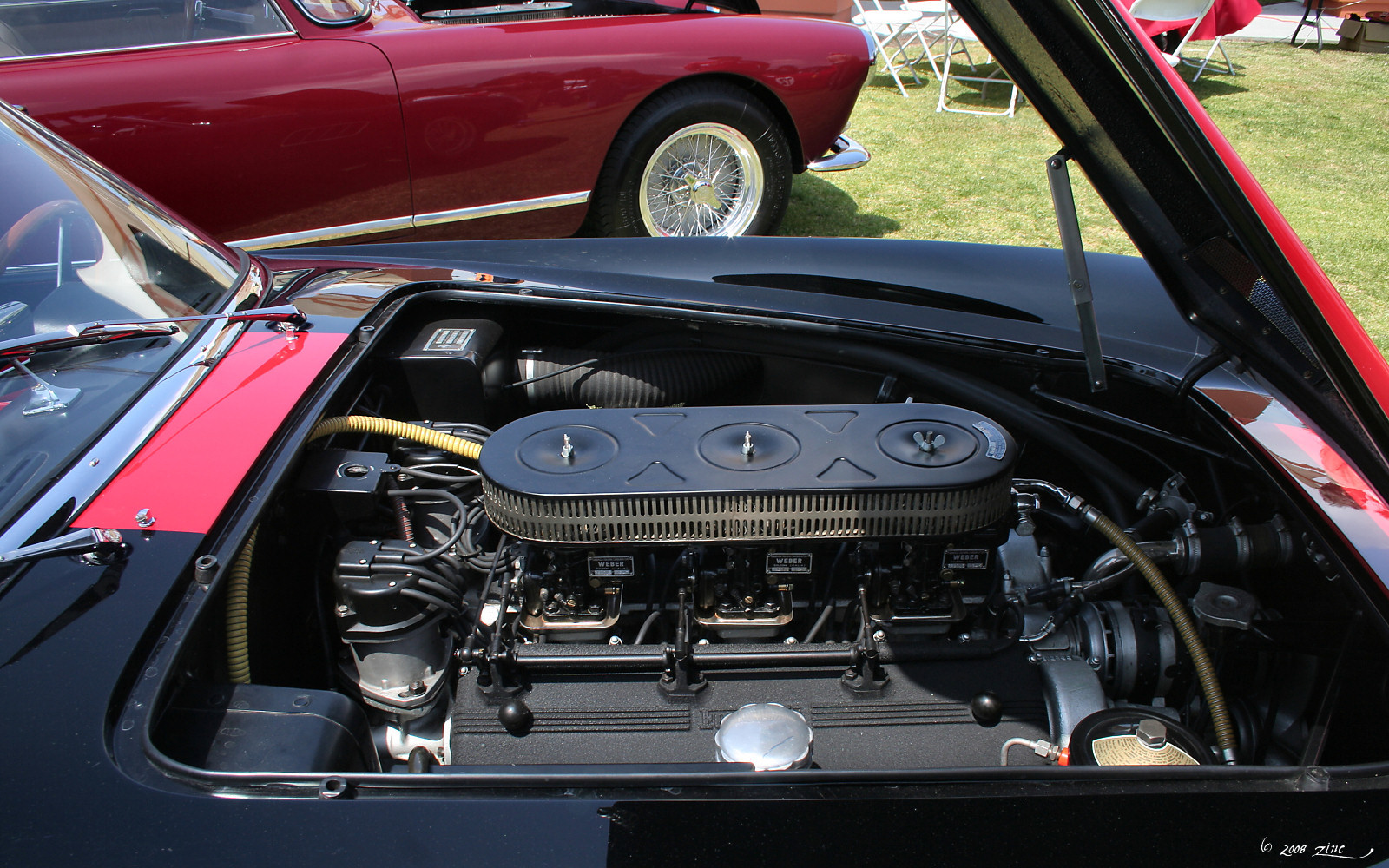
Le traditionnel moteur Ferrari « Colombo » à 12 cylindres en V.

La Ferrari 250 GT California Spyder est propulsée par le traditionnel moteur Ferrari « Colombo » à 12 cylindres en V (Type 168) en alliage léger à deux arbres à cames en tête et deux soupapes par cylindre. Ce moteur, dénommé ainsi en l'honneur de son concepteur Gioacchino Colombo, équipe depuis 1952 l'ensemble de la série 250.
Ouvert à 60°, disposant d'une cylindrée de 2 953 cm3 (alésage/course de 73 mm × 58,8 mm) et alimenté par trois carburateurs Weber double corps de 36 millimètres (DCL), puis de 42 millimètres (DCL/6) à partir de 1960, le moteur développe dans un premier temps 240 ch à 7 000 tr/min pour la version LWB avant d'être porté à 280 ch lors du passage au châssis court SWB grâce à ses nouvelles culasses et à ses soupapes plus grosses. Associé à une boîte de vitesses à 4 rapports, le moteur fait preuve pour l'époque « de docilité, de disponibilité et de résistance ».
En 1960, les bougies d'allumage sont désormais placées à l'extérieur du V, comme pour la 250 Testa Rossa, pour en faciliter l'entretien tandis qu'un overdrive est associé à la boîte de vitesses. À l'entrée d'air avant s'additionnent généralement deux ouïes latérales à trois fentes en aluminium poli, situées derrière les roues avant, afin de ventiler le moteur,.

## Compétition
Même si leur vocation n'est pas de participer à des compétitions, bon nombre des California Spyder participeront à des courses en endurance, et en remporteront certaines, à l'image des 12 Heures de Sebring en 1959 (avec au volant Richie Ginther et Howard Hively) et en 1960 (avec Giorgio Scarlatti, Fabrizio Serena et Carlo Abate). Pilotée par Bob Grossman et Fernand Tavano, la California Spyder de l'équipe North American Racing Team se classe également cinquième aux 24 Heures du Mans 1959,. Certaines California seront par ailleurs équipées du moteur des berlinettes « Competizione », versions les plus sportives.

## Postérité
Désormais considérée comme « l'une des plus belles Ferrari et l'un des plus beaux cabriolets de l'histoire de l'automobile », la 250 GT California Spyder est par conséquent également l'une des automobiles les plus chères ; le 18 mai 2008, l'animateur de télévision Chris Evans en a acquis un exemplaire, qui avait été la propriété de l'acteur américain James Coburn, lors des enchères « Ferrari Leggenda e Passione » organisées par Sotheby's, à un prix record de 7 040 000 euros.
Le 6 février 2015, lors de la vente aux enchères d'Artcurial au salon Retromobile, la Ferrari 250GT California châssis court (SWB, 37 Exemplaires) retrouvée quelques mois plus tôt dans la propriété de Roger Baillon à Echiré, a battu les records en étant adjugée 14 200 000€ (hors frais d'adjudication) . Il faut noter que cette Ferrari a une histoire particulière ayant appartenu à plusieurs stars de cinéma français, comme Alain Delon, mais surtout, elle a été perdue de vue pendant pres de 30 ans par tous les spécialistes de la marque, pour réapparaître dans l'une des plus grandes collections automobiles mises à jour, la collection Baillon. La 250GT a été retrouvée sous une pile de journaux, à côté d'une Maserati A6G GranSport .
Comme pour la 250 GTE et les carrosseries « 2+2 », les cabriolets sportifs s'inscrivent durablement dans la gamme Ferrari. En 2008 est d'ailleurs dévoilée la Ferrari California, un coupé cabriolet dont quelques éléments de style ne sont pas sans rappeler la 250 GT California Spyder,.